# Lucciana
Pour l’article homonyme, voir Pierre Lucciana.
Lucciana [lu.tʃa.na] est une commune française située dans la circonscription départementale de Haute-Corse et le territoire de la collectivité de Corse.
Le village appartenait à la piève de Marana.

## Géographie
Les communes limitrophes sont Borgo, Monte, Olmo, Prunelli-di-Casacconi, Venzolasca, Vescovato et Vignale.

### Situation
Lucciana est située sur la côte orientale de la Corse, près de 20 km au sud de l'agglomération bastiaise.

### Géologie et relief
La commune se situe dans le « deçà des monts » (Cismonte en langue corse) ou « Corse schisteuse » au nord-est de l'île, au sud de la Serra, la chaîne montagneuse ou dorsale du Cap Corse qui se poursuit au sud de la cluse du Golo par la crête du San Pedrone et de la cime de Caldane. Elle s'étend de la crête montagneuse à l'ouest qui la sépare de Vignale jusqu'au cordon lagunaire de la Marana bordant la mer Tyrrhénienne à l'est, une zone sédimentaire.
Sa façade maritime va du nord du lotissement de la Marana jusqu'à l'embouchure du Golo au sud. Le Golo marque les limites terrestres méridionales de la commune. Il forme de nombreux méandres avant de se jeter à la mer.

### Hydrographie
Le ruisseau de Mormorana, qui prend sa source sous Pietra à l'Altare (590 m) au-dessus du col de Campo sur la route D 7, passe sous le village et a son émissaire dans l'étang de Biguglia.

### Voies de communication et transports

#### Accès routiers
Lucciana est un important nœud routier et ferroviaire. La localité de Casamozza est située au carrefour des RT 20 - ex-RN 193 - axe Ajaccio - Bastia et RT 10  - ex-RN 198 - axe Bastia - Bonifacio. Lucciana est aujourd'hui traversée par la nouvelle voie express Bastia-Vescovato, franchissant le Golo par un viaduc de 280 m, le plus grand de Corse et comprenant deux échangeurs complets, l'un desservant l'aéroport international de Bastia-Poretta, l'autre à Casamozza, avec un rond-point en direction de Ponte Leccia vers la Balagne, le pays cortenais et ajaccien.

#### Transports
La commune est desservie par la ligne Bastia - Ajaccio des chemins de fer de la Corse. Elle possède 2 haltes ferroviaires :
- la gare de Lucciana
- la gare de Casamozza, terminus des liaisons suburbaines depuis et vers la gare de Bastia.

Elle est aussi le siège des Ateliers d'Entretien et de Maintenance des autorails AMG 800 et du matériel des Chemins de Fer de Corse. Le grand bâtiment est situé face à la gare de Casamozza, avec une voie de raccordement pour son d'accès.
Cette gare redeviendra dans un projet futur lointain, le point de départ et le raccordement d'une nouvelle voie ferrée, en direction de la côte orientale, Aléria, en se prolongeant vers Porto- Vecchio.
Toutes les infrastructures de l'aéroport de Bastia Poretta, y compris le pélicandrôme - aire de stationnement des Canadairs, sont entièrement situées sur la commune. EIles sont gérées par la chambre de commerce et d'industrie de Bastia et de la Haute-Corse.

## Urbanisme

### Typologie
Au 1er janvier 2024, Lucciana est catégorisée ceinture urbaine, selon la nouvelle grille communale de densité à sept niveaux définie par l'Insee en 2022.
Elle appartient à l'unité urbaine de Borgo, une agglomération intra-départementale regroupant six  communes, dont elle est ville-centre,,. Par ailleurs la commune fait partie de l'aire d'attraction de Bastia, dont elle est une commune de la couronne,. Cette aire, qui regroupe 93 communes, est catégorisée dans les aires de 50 000 à moins de 200 000 habitants,.
La commune, bordée par la mer Méditerranée, est également une commune littorale au sens de la loi du 3 janvier 1986, dite loi littoral. Des dispositions spécifiques d’urbanisme s’y appliquent dès lors afin de préserver les espaces naturels, les sites, les paysages et l’équilibre écologique du littoral, tel le principe d'inconstructibilité, en dehors des espaces urbanisés, sur la bande littorale des 100 mètres, ou plus si le plan local d’urbanisme le prévoit.

### Occupation des sols
L'occupation des sols de la commune, telle qu'elle ressort de la base de données européenne d’occupation biophysique des sols Corine Land Cover (CLC), est marquée par l'importance des territoires agricoles (46,2 % en 2018), néanmoins en diminution par rapport à 1990 (54,5 %). La répartition détaillée en 2018 est la suivante : 
zones agricoles hétérogènes (36,9 %), milieux à végétation arbustive et/ou herbacée (20 %), zones urbanisées (11,2 %), zones industrielles ou commerciales et réseaux de communication (7,7 %), zones humides côtières (5,2 %), forêts (4,6 %), terres arables (4,4 %), cultures permanentes (3 %), mines, décharges et chantiers (2,6 %), prairies (1,9 %), eaux continentales (1,3 %), espaces verts artificialisés, non agricoles (1 %), eaux maritimes (0,1 %). L'évolution de l’occupation des sols de la commune et de ses infrastructures peut être observée sur les différentes représentations cartographiques du territoire : la carte de Cassini (XVIIIe siècle), la carte d'état-major (1820-1866) et les cartes ou photos aériennes de l'IGN pour la période actuelle (1950 à aujourd'hui).

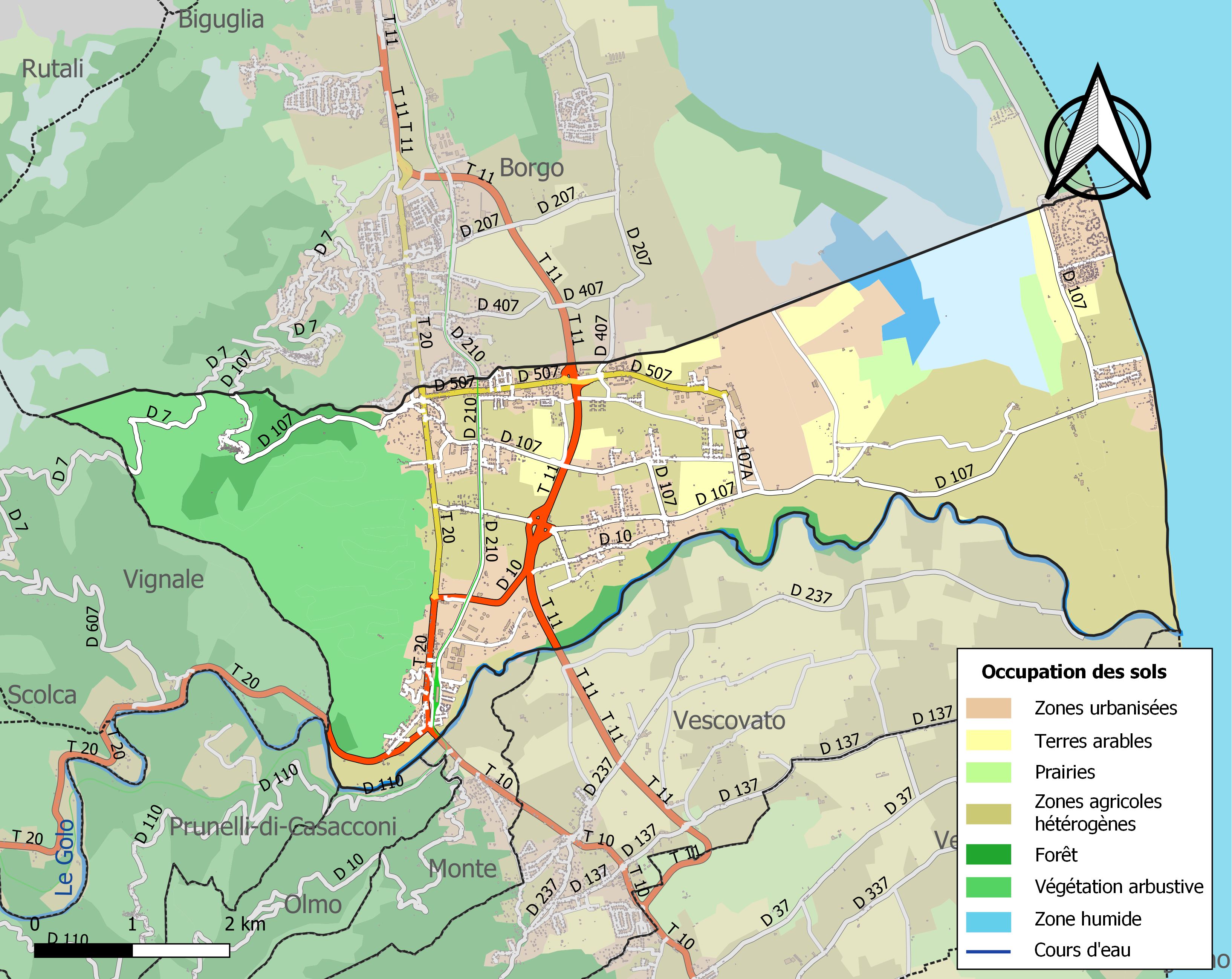
Carte des infrastructures et de l'occupation des sols de la commune en 2018 (CLC).
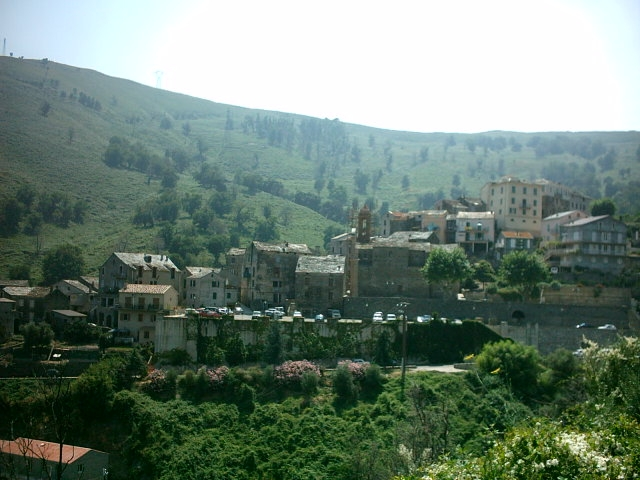
Lucciana, le vieux village vu depuis le sud-est.

chant

### Lucciana
Le vieux village de Lucciana est bâti sur un piton rocheux au pied du flanc nord de L'Agolaja (l'Agulaghja), une colline qui culmine à 526 m. C'est au XVe siècle, avec l'arrivée de la malaria et l'insécurité grandissante dans cette partie de la Méditerranée, que des familles originaires de Mariana ont fondé et occupé le village.
À Quercitana, se trouvent aujourd'hui les ruines du couvent Saint-François, où a eu lieu la bataille dite "de Borgo".

### Les hameaux de plaine
De nos jours, la plaine a pris rapidement son essor et de nombreux hameaux et lotissements se sont créés, aussi bien en bordure de mer : Marana, U Pinu, California, Pineto, qu'au bord des axes routiers - route de l'aéroport, RD 107, route de Figarella, route de Brancale, en piémont - Crocetta, Piccina, sans oublier l'importante localité de Casamozza.

## Toponymie
Le nom corse de la commune est Lucciana /luˈt͡ʃana/.

## Histoire

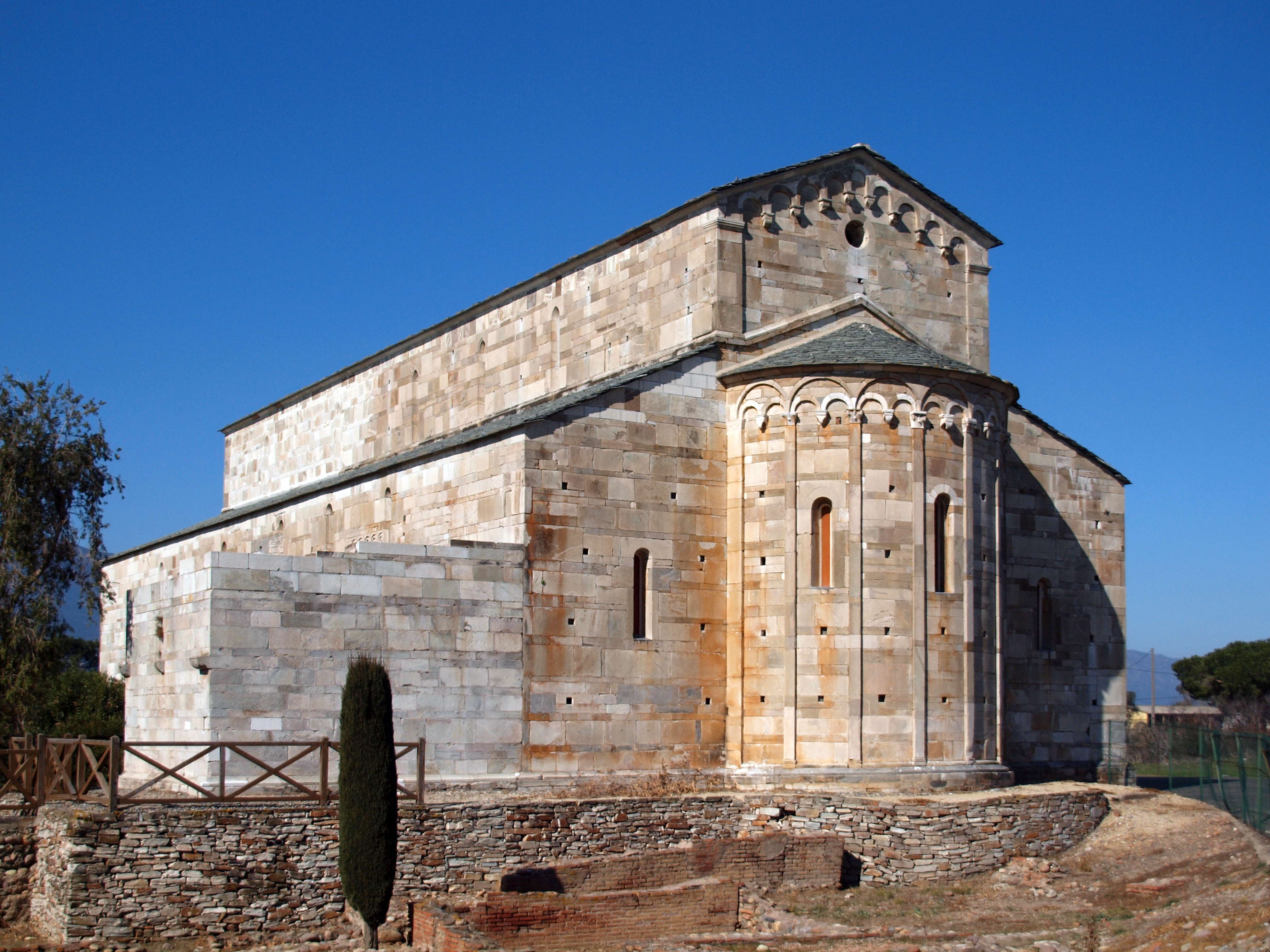
Vue arrière de la Cathédrale Canonica et son chevet

### La cité romaine de Mariana
Dans l'Antiquité, Mariana était une colonie romaine de premier plan fondée en Corse par Marius en 93 av. J.-C.
Elle dépendait de la capitale romaine d'Aléria (fondée sous le nom de Alalia par les Grecs de Phocée).
L'ancien diocèse de Mariana, créé au Ve siècle, relevait directement du Saint-Siège. Il a été rattaché à Pise en 1092 puis à Gênes en 1130. De 1269 à 1570, l'évêque de Mariana s'y replia. Depuis 1570 il dépend du diocèse de Bastia.
La cathédrale Santa-Maria-Assunta sur le site dit de « La Canonica » y est fondée au XIe siècle. Démolie par les Sarrasins, l'archevêque Pierre de Pise la fera relever et la consacrera en 1119. Classée Monument historique par Prosper Mérimée après son voyage en Corse en 1886. On peut y admirer la sainte Dévote offerte par S.A.S le prince Rainier III de Monaco en 2003 et un grand christ en bronze de Marie-Claude Sei-Dominici, peintre et sculpteur contemporain originaire de Lucciana.

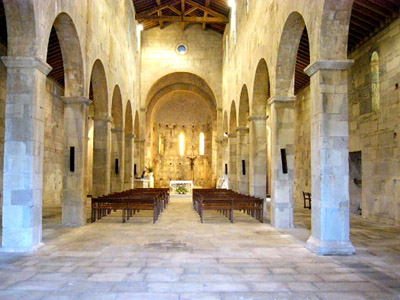
Nef de La Cathédrale Sainte-Marie-de-l'Assomption de Lucciana. La Canonica.

Une légende voudrait que le village doive sa création à la rivalité entre Marius et Lucius Sylla, bâtisseur d'Aléria. Ce dernier, envieux de l'essor de Mariana, aurait créé une nouvelle agglomération antagoniste baptisée Lucciana (cité de Lucius ?).
L'abbé Galletti en 1863 évoquait dans ses écrits la découverte de plusieurs vestiges qu'il imputait aux Étrusques et aux Romains. Il cite la présence de thermes anciens à proximité du village et par ailleurs, retrouvés lors de l'ouverture de la route actuelle.
En 2017, une équipe de l'Institut national de recherches archéologiques préventives (Inrap) dirigée par Philippe Chapon met au jour le premier mithræum — sanctuaire dédié au culte de Mithra — identifié en Corse.

### Seconde Guerre mondiale
La Corse étant la première région de France libérée en 1943, elle devient alors un avant-poste majeur. En 1944, l'aérodrome de Poretta, localité de Lucciana, est fondé par les forces alliées, devant succéder à celui de Borgo. De ce terrain d'aviation partent aviateurs français, britanniques, australiens, et américains dans le but de libérer le reste de la France.
Plus de 150 photos témoignent du passage d'aviateurs australiens sur ce terrain.
L'aérodrome de Poretta deviendra plus tard l'aéroport de Bastia-Poretta, supplantant alors celui de Borgo qui était pressenti pour ce projet. Une stèle à la mémoire d'Antoine de Saint-Exupéry y est installée devant l'entrée, de manière géographiquement incorrecte, car c'est bien du terrain de Borgo, plus au nord, qu'il partira pour sa fatale et dernière mission le 31 juillet 1944.

### Époque contemporaine
Depuis le 22 avril 1994 l'église San Michele, au village, est classée elle aussi sur la liste des édifices protégés par le ministère de la Culture.
En janvier 2006, des fouilles archéologiques, sur le site de Mezzana, à 3 km de la cité romaine de Mariana ont permis de découvrir une petite nécropole rurale du IIIe siècle, pouvant avoir une relation avec un petit établissement agricole repéré à proximité.

## Politique et administration

### Liste des maires
| Période                                  | Période       | Identité              | Étiquette | Qualité           |
| ---------------------------------------- | ------------- | --------------------- | --------- | ----------------- |
| maire en 1911                            | ?             | Paul Orsoni           |           |                   |
| 1947                                     | 1989          | Charles Galletti      | DVD       | Agriculteur       |
| 1989                                     | décembre 1994 | Jean-François Filippi | DVD       | Chef d'entreprise |
| 1995                                     | En cours      | Joseph Galletti       | DVD       | Agriculteur       |
| Les données manquantes sont à compléter. |               |                       |           |                   |

### Jumelages
- Commune de Monaco (Monaco).

## Population et société

### Démographie
L'évolution du nombre d'habitants est connue à travers les recensements de la population effectués dans la commune depuis 1800. Pour les communes de moins de 10 000 habitants, une enquête de recensement portant sur toute la population est réalisée tous les cinq ans, les populations de référence des années intermédiaires étant quant à elles estimées par interpolation ou extrapolation. Pour la commune, le premier recensement exhaustif entrant dans le cadre du nouveau dispositif a été réalisé en 2004.

En 2022, la commune comptait 6 354 habitants, en évolution de +12,04 % par rapport à 2016 (Haute-Corse : +5,15 %, France hors Mayotte : +2,11 %).
| 1800 | 1806 | 1821 | 1831 | 1836 | 1841 | 1846 | 1851 | 1856 |
| ---- | ---- | ---- | ---- | ---- | ---- | ---- | ---- | ---- |
| 331  | 380  | 531  | 598  | 610  | 652  | 612  | 586  | 626  |

| 1861 | 1866 | 1872 | 1876 | 1881 | 1886 | 1891 | 1896 | 1901 |
| ---- | ---- | ---- | ---- | ---- | ---- | ---- | ---- | ---- |
| 468  | 524  | 560  | 628  | 638  | 777  | 756  | 816  | 845  |

| 1906 | 1911  | 1921 | 1926 | 1931 | 1936 | 1946 | 1954 | 1962 |
| ---- | ----- | ---- | ---- | ---- | ---- | ---- | ---- | ---- |
| 944  | 1 013 | 737  | 794  | 760  | 848  | 787  | 949  | 799  |

| 1968  | 1975  | 1982  | 1990  | 1999  | 2004  | 2006  | 2009  | 2014  |
| ----- | ----- | ----- | ----- | ----- | ----- | ----- | ----- | ----- |
| 1 653 | 2 507 | 2 692 | 3 217 | 3 794 | 3 721 | 3 910 | 4 207 | 5 136 |

| 2019  | 2022  | - | - | - | - | - | - | - |
| ----- | ----- | - | - | - | - | - | - | - |
| 6 007 | 6 354 | - | - | - | - | - | - | - |

### Sports

#### Football
- Le Gallia Club Lucciana : C'est le club historique de la commune. Son apogée a duré des années 1970 jusqu'au début des années 1980. De 1988 à 2003, le club a fusionné avec le CA Bastia pour devenir le CABGL. En 2003, le CAB et le Gallia se séparent. Le Gallia renaît alors de ses cendres mais contrairement au Phénix n'a encore pas retrouvé tout son panache.

#### Rugby
- Le Rugby Club de Lucciana. Club et École de rugby. Christian Califano[18], ancien pilier international (72 sélections) s'est mis au service du club.

#### Gymnastique
- Le Gym Club Lucciana

## Économie
Certaines sociétés internationales ont des succursales implantées sur la commune telles que Hertz - location de voitures, Total, Butagaz, Europcar etc. Depuis le mois de juin 2006, grâce à une usine ultra moderne, Nice-Matin imprime son édition corse Corse-Matin à Lucciana.
La centrale thermique au fioul de Lucciana EDF qui alimente une bonne partie de la Corse, se trouve dans la zone industrielle de Casamozza, ainsi que le terminal de la liaison à courant continu Italie-Corse-Sardaigne, ligne électrique reliant la Toscane à la Sardaigne via la Corse, localement appelée « ligne Carbo-sarde » en 2014, capacité de production totale : 305 MW).
Le dépôt et l'atelier d'entretien des nouveaux Autorails AMG 800 des Chemins de fer de Corse se trouvent également sur la commune.
L'aéroport Bastia-Poretta se situe sur le territoire de la commune. Sur place, sont présents les Aéroclub Bastia Saint Exupéry et Aéroclub Bastia Poretta.
Lucciana est aussi le siège de sociétés:
- SNC Fromagère, filiale de Roquefort, 3,5 Ml de lait (ovins-caprins)
- CANICO, coopérative d'approvisionnement et Gamm vert.
- CANC, coopérative de conditionnement des fruits et légumes.
- DPLC, Dépôt pétrolier du nord de la Corse et URG, station de remplissage de bonbonne de gaz.
- BETAG, exploitation d'une carrière d'agrégats, centrale à bétons, presses à blocs et parpaing de construction.
- BIHC, blanchisserie industrielle.
- Commerces, services

En matière d'accueil touristique, Lucciana du fait de sa situation géographique à « temps égal » de Bonifacio, Ajaccio, Calvi, est plutôt tournée vers le tourisme d'affaires avec des hôtels - capacité 300 chambres au niveau 3 étoiles.

## Culture locale et patrimoine

### Patrimoine naturel protégé
La commune est concernée par plusieurs types d'espaces protégés :

#### Réserve naturelle de l'étang de Biguglia
Cette réserve créée par décret du 09 août 1994, couvre une superficie calculée - SIG (ha) de 1 817,211 5 ha et concerne les quatre communes de Furiani, Biguglia, Borgo et Lucciana. Elle fait l'objet de la fiche Étang de Biguglia (FR3600120) à l'Inventaire national du patrimoine naturel.

#### Terrain acquis par le Conservatoire du Littoral

##### Rives de l'étang de Biguglia
Le Conservatoire est propriétaire de près de 549 ha du cordon lagunaire longeant le littoral des quatre communes de Furiani, Biguglia, Borgo et Lucciana. Ce site est repris à l'Inventaire national du patrimoine naturel sous la fiche FR1100499-Rives de l'étang de Biguglia.

#### Zone humide protégée par la convention de Ramsar
L'étang de Biguglia est une zone humide, d'importance internationale particulièrement comme habitats des oiseaux d'eau. Elle couvre une superficie calculée - SIG de  1 794,468 ha. Elle fait l'objet de la fiche FR7200002-Etang de Biguglia à l'Inventaire national du patrimoine naturel.

#### ZNIEFF
Lucciana est concernée par trois Zone naturelle d'intérêt écologique, faunistique et floristique de 2e génération :

##### Étang, zone humide et cordon littoral de Biguglia
La zone couvre une superficie de 2 444 ha des communes de Bastia, Furiani, Borgo, Biguglia et Lucciana. Elle fait l'objet de la fiche Étang, zone humide et cordon littoral de Biguglia (940004079).
L'étang de Biguglia, aussi appelé étang de Chjurlinu, situé au sud de Bastia, est le plus vaste plan d'eau lagunaire de Corse (1 450 ha).

##### Ancien moulin de Lucciana
La zone se limite au bâtiment où logent des chiroptères et à sa proche périphérie. Celui-ci est un ancien moulin industriel dont l'activité a cessé à la fin de la Seconde Guerre mondiale. Il servait aussi bien à la fabrication de farine de châtaignes, de céréales, qu’à la production d’huile d’olive.
Il fait l'objet de la fiche Ancienne usine de Lucciana (940030459).

##### Ripisylve de l'embouchure du Golo
La zone couvre une superficie de 230 ha. Elle fait l'objet de la fiche Ripisylve de l'embouchure du Golo (940013106).

#### Natura 2000

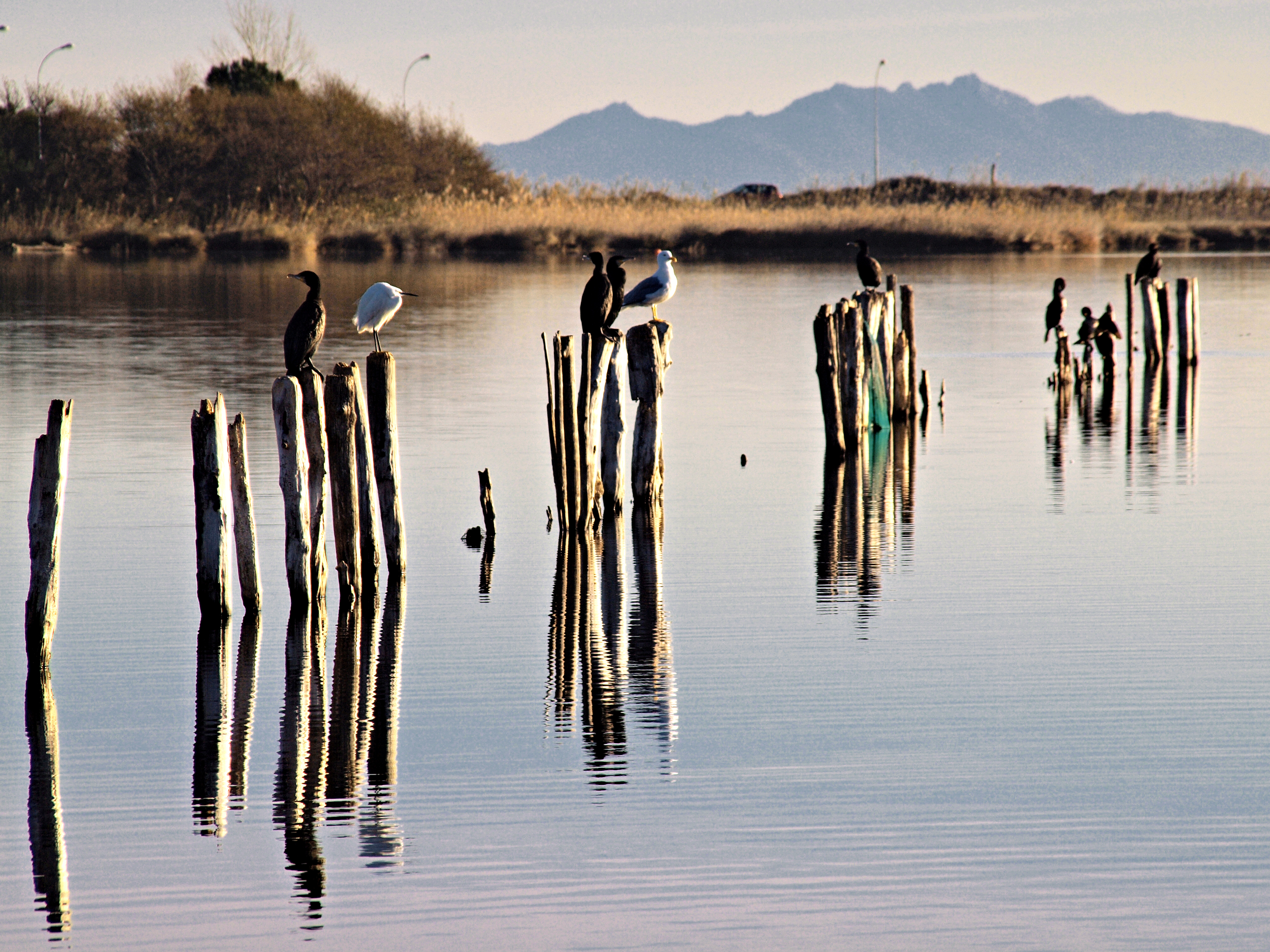
Étang de Biguglia avec Cormorans, Goelands etc....perchés sur des pieux.

Lucciana est concernée par deux sites d'intérêt communautaire (Dir. Habitat) et une zone de protection spéciale (Dir. Oiseaux) :

##### Étang de Biguglia (ZSC)
La zone a été créée par Arrêté du 25 mars 2011 portant désignation du site Natura 2000 Étang de Biguglia (zone spéciale de conservation). Elle couvre une partie des 1 978 ha du territoire des communes de Furiani, Biguglia, Borgo, Lucciana en Haute-Corse.

##### Mucchiatana
La zone a été créée par arrêté du 25 mars 2011 portant désignation du site Natura 2000 Étang de Biguglia (zone spéciale de conservation). Elle couvre une partie des 265 ha du territoire des communes de Lucciana, Vescovato, Venzolasca, Sorbo-Ocagnano en Haute-Corse.

##### Étang de Biguglia (ZPS)
C'est par l'arrêté du 26 octobre 2004 portant désignation du site Natura 2000 Étang de Biguglia (zone de protection spéciale), qu'a été créée cette zone d'une superficie de 1 808 ha, s'étendant sur une partie du territoire des communes suivantes du département de la Haute-Corse : Biguglia, Borgo, Furiani et Lucciana.

##### Mariana
Le site archéologique de Mariana est repris à l'Inventaire national du Patrimoine naturel pour les restes d'animaux qui y ont été mis au jour.

### Patrimoine civil

#### Cité antique de Mariana

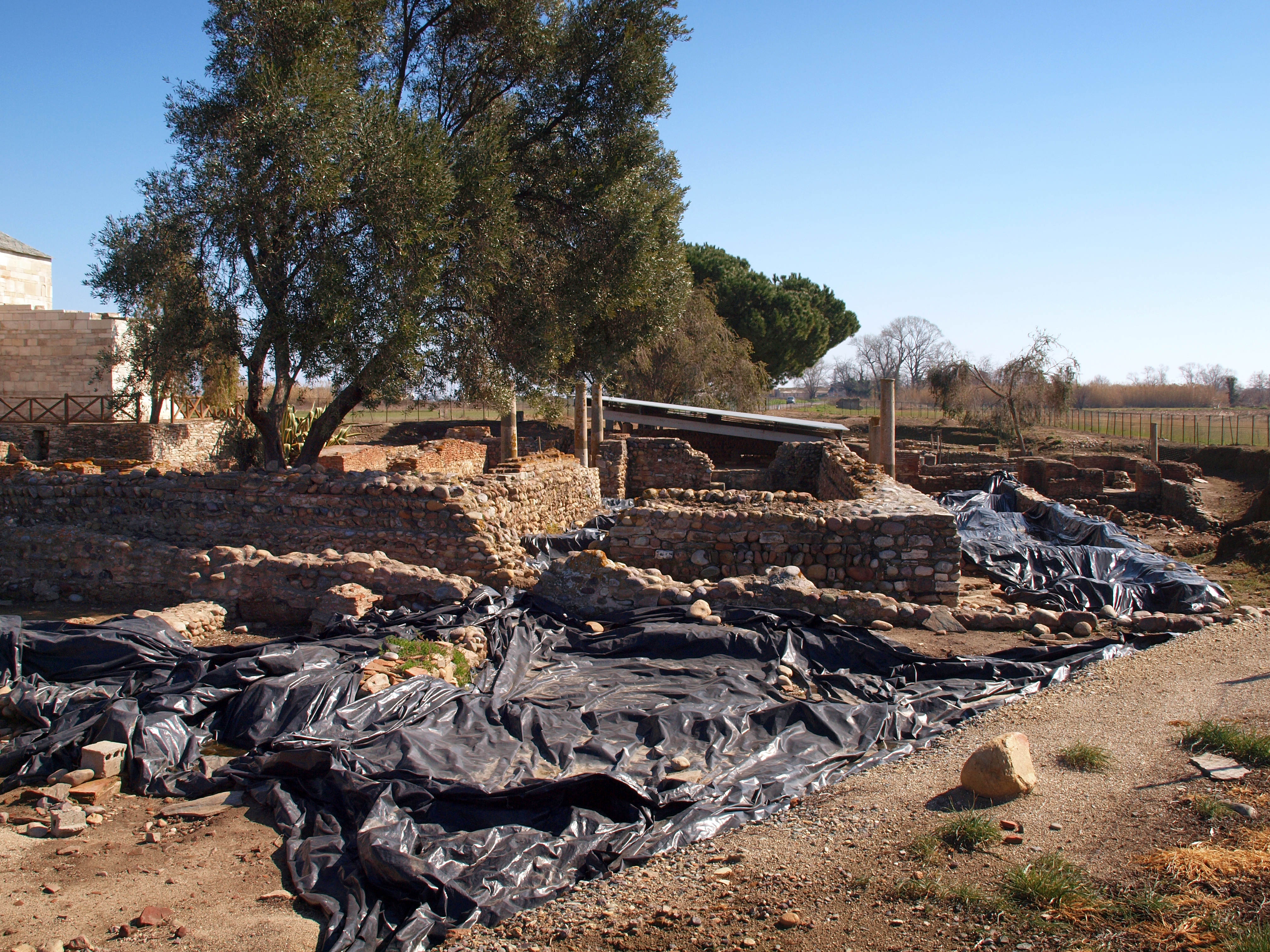
Chantier de Fouilles du Site archéologique de Mariana.

Le site archéologique de Mariana près de la cathédrale met en relief les fondations d'un site romain, paléochrétien et médiéval. Ouvert au public, il est classé Monument historique.

#### Ancienne Scierie
L'usine qui se situait à Casamozza gare, date du 3e quart du XXe siècle. L'établissement produisait des traverses de chemin de fer à partir de grumes provenant de chantiers forestiers d'Asco et de Ghisoni. Elle est reprise à l'Inventaire général du patrimoine culturel.

#### Ancienne usine d'acide gallique
Sur ce site, créé au début du XXe siècle par une société allemande berlinoise, l'usine a cessé ses activités en 1914, au lendemain de la déclaration de la Première Guerre mondiale. Détruite, elle a fait l'objet d'une enquête thématique régionale - patrimoine industriel de la Corse, et est reprise à l'Inventaire général du patrimoine culturel.

#### Tour de Punta d'Arcu
La construction de cette tour de guet à la Pointe d'Arco avait été décidée en septembre 1561 par le commissaire génois Niccolò Grimaldo Cibbà. Elle fut achevée en 1574. Investie par les rebelles durant la période Paolienne, elle sera détruite par les Génois en 1761, car devenue indéfendable. De nos jours, on peut encore voir les vestiges de la partie nord-est, haute de 4 mètres, de cette tour carrée qui devait probablement mesurer 36 m.

« Questo commissario (Niccolò Grimaldo Cibbà) fece le seguenti provisioni per il Pineto e fabrica della torre a Punta d'Arco. [...] L'anno 1574, finita la fabrica della torre di Punta d'Arco, [...] »

— Annales de Banchero, ancien podestat de Bastia, publiées par l'abbé Letteron - Imprimerie et librairie Vve Eugène Ollagnier Bastia 1887 p. 101 et 104.

#### Autres
- Des fontaines sont situées à Punticellu, sur la place du village… et également la source "E Funtanelle" localisée à 300 m à la sortie du village.

### Patrimoine religieux

#### Église de la Canonica

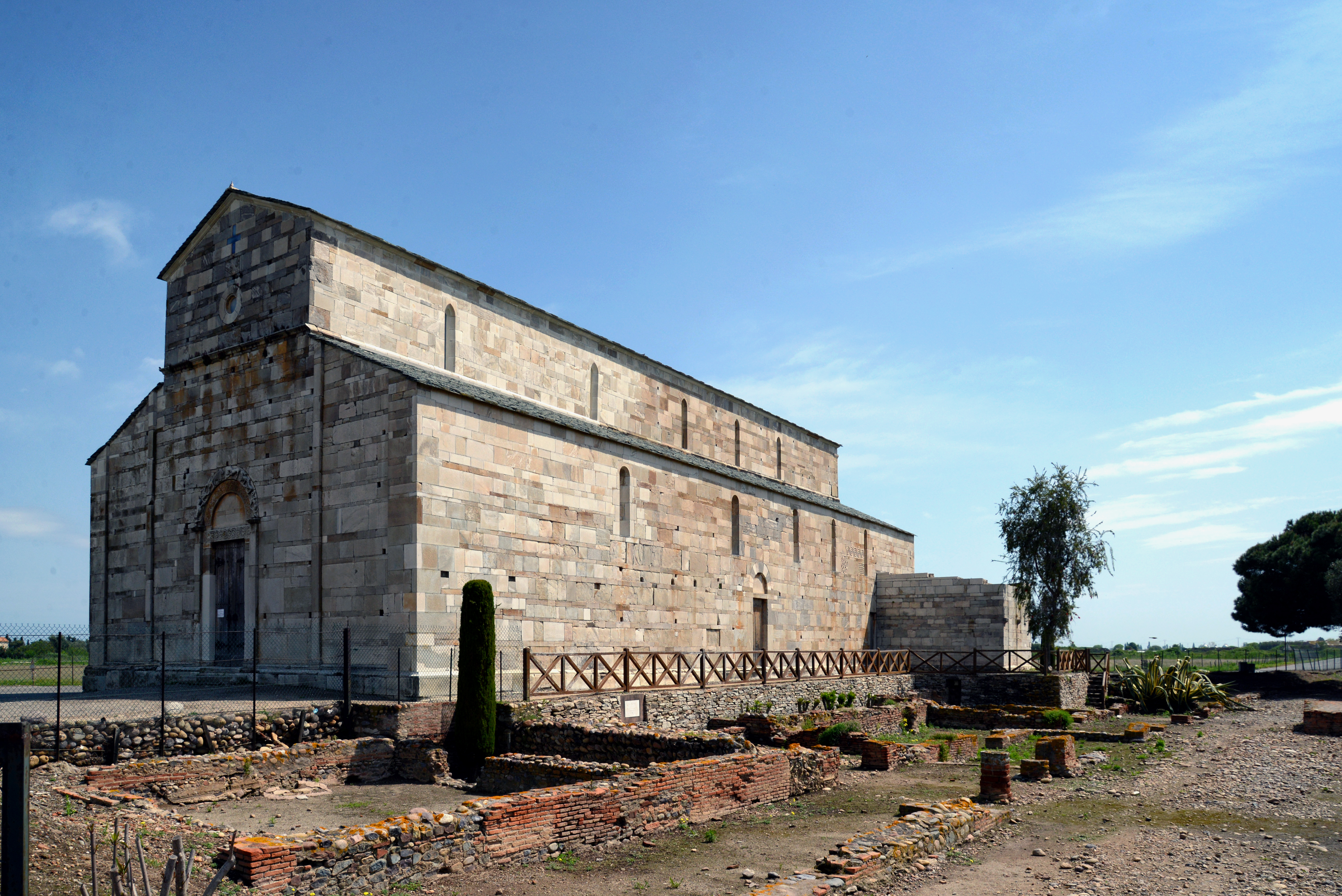
Église de la Canonica.

La Proto-cathédrale de la Canonica est une cathédrale d'architecture romane du XIIe siècle ; elle est harmonieuse, très bien conservée et rénovée. Cette cathédrale dédiée à Santa-Maria-Assunta, dite aujourd'hui de La Canonica, est l'un des plus beaux et plus anciens monuments médiévaux de Corse. L'édifice religieux est classé Monument historique.

#### Église San Parteo
San Parteo (ou San Perteo) est une église de style roman pisan, se terminant par une abside semi-circulaire, datée du XIIe siècle. Elle se situe non loin de la cathédrale de la Canonica ; une grande nécropole l'entoure.
L'église San Parteo est classée monument historique.

#### Le monastère Saint-François

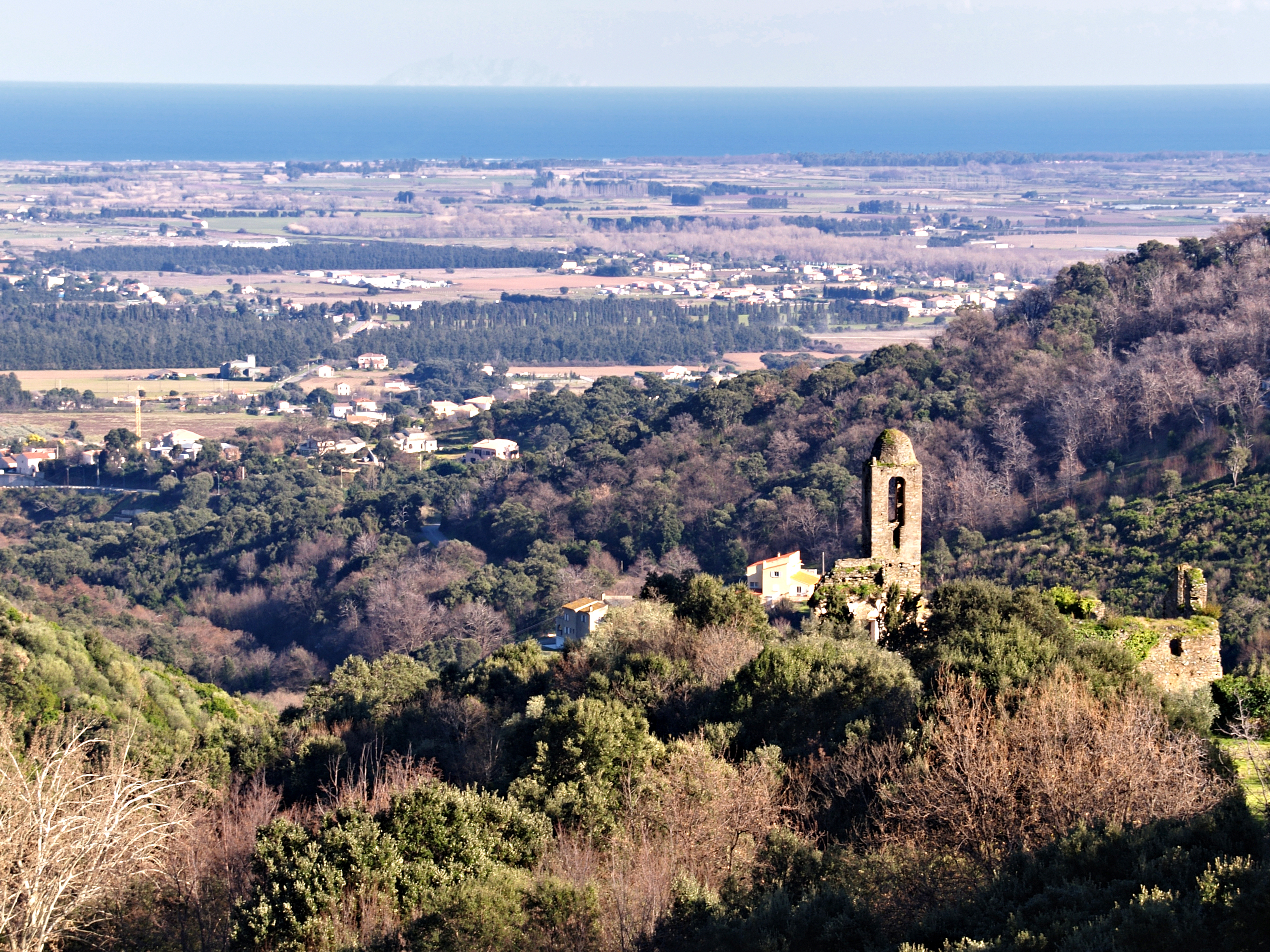
Vestiges du couvent Saint-François à Lucciana.

Les ruines de l'ancien couvent franciscain sont situées dans l'actuel cimetière de la commune. Ce lieu a été un des théâtres de la bataille de Borgo au temps de la Corse libre de Pasquale Paoli. Les moines retranchés y ont mis les troupes de Louis XV en déroute.

#### Église paroissiale Saint-Michel
L'église San Michele se situe au centre du village, le cœur historique de Lucciana. Elle date du premier quart du XVIIe siècle et est inscrite au titre des monuments historiques.

#### Autres
- Chapelle San Michele : situé à proximité dans la montagne, ce lieu de culte depuis longtemps abandonné est à l'état de ruines.

## Personnalités liées à la commune
- Jean Guidoni, né le 3 mai 1952 à Toulon, chanteur français, originaire de Lucciana.

## Héraldique
| Blason de Lucciana | Blason  | De sable à la colonne antique, accompagnée en chef à dextre d'un dauphin posé en barre et à senestre d'un épi de blé feuillé posé en bande, à l'amphore posée en barre brochant en pointe sur la colonne; à la fasce haussée, émanchée d'une pièce en chef, chargée d'un orle enfermant un arbre de vie accosté de deux lions couchés, la queue entre les jambes et affrontés, brochant sur le tout, le tout d'argent. |
| Blason de Lucciana | Détails | Le statut officiel du blason reste à déterminer. |